# Henry Charbonneau
Pour les articles homonymes, voir Charbonneau.
Henry Charbonneau (pseudonyme occasionnel : Henry Charneau ; né le 12 décembre 1913 à Saint-Maixent-l'École, Deux-Sèvres et mort le 2 janvier 1982 à La Roche-sur-Yon) est un militant d'extrême droite, un collaborateur, un journaliste et un écrivain nationaliste français.

## Biographie

### De l'Action française à la Collaboration
Il est membre des étudiants d'Action française de 1931 à 1934. Camelot du roi dans les années 1930, il devient membre de son Comité national. En mars 1936, il organise (en compagnie, notamment, de Thierry Maulnier et Jean-Pierre Maxence) un meeting avec le militant antisémite Louis Darquier de Pellepoix,. Il rejoint ensuite la Cagoule d'Eugène Deloncle.
Partisan de la collaboration avec les nazis et proche de Joseph Darnand, dont il épouse la nièce, Jeanne Brevet, il s'engagea en 1942 dans la Légion tricolore, organisation mise en place par le gouvernement de l'État français, avant de devenir l'un des responsables de la Phalange africaine, combattant sous l'uniforme allemand en Tunisie. Il fut également à partir de 1943 rédacteur en chef de Combats, le journal de la Milice française.
À la Libération, il est condamné lors d'un procès pour collaboration et intelligence avec l'ennemi ; il échappe de peu à la condamnation à mort, mais écope de dix ans de travaux forcés. Ami du fasciste Robert Brasillach, Charbonneau a donné son appui à l'Association des amis de Robert Brasillach.

### Activités de militant nationaliste etL'Aventure est finie pour eux
Des années 1950 jusqu'à sa mort, Henry Charbonneau poursuit son engagement dans divers combats nationalistes. Il adhère à Ordre nouveau et au Parti des forces nouvelles et il poursuit son activité journalistique en collaborant à L'Aurore, à Carrefour et à Valeurs actuelles, au Parisien Libéré. Entre 1952 et 1956, il édite quelques ouvrages aux Éditions touristiques et littéraires; il y fait paraître deux livres de Pierre-Antoine Cousteau et un ouvrage signé X qui sera interdit (Pour la milice, Justice !, préface du général Lavigne-Delville).
En 1960, Charbonneau participe avec Henri Gault à un livre de François Brigneau, un ouvrage de portraits et d'entretiens (L'Aventure est finie pour eux) sur différentes figures controversées : Léon Degrelle, l'abbé Pierre, Otto Skorzeny, le Colonel Rémy, El Campesino, Leni Riefenstahl, Raymond « Turco » Westerling et Arthur Koestler.

### Les Mémoires de Porthos
Charbonneau raconte son histoire en 1966 dans un ouvrage de souvenirs, Les Mémoires de Porthos. Les deux volumes rassemblent des souvenirs qui couvrent environ un quart de siècle.
Le premier volume est consacré aux années 1920 jusqu'à la Seconde Guerre mondiale, et présente les espérances de toute une partie de la jeunesse française de « droite » issue notamment des milieux de l'Action française. Il revient aussi sur l'événement du 6 février 1934, sur la Cagoule, sur la défaite de 1940 et la Révolution nationale pétainiste.
Le second volume dresse le tableau des prisons de l’Épuration et des « bagnes républicains », selon la désignation de Charbonneau. Ce dernier revient aussi sur la figure de Joseph Darnand et sur sa vie quotidienne à Fresnes.
Il est le père de Jean-Romée Charbonneau, élu sous les couleurs du FN/RN.

## Publications
- (avec François Brigneau et Henri Gault), L'aventure est finie pour eux. Paris, Gallimard, collection L'air du temps , 1960. Réédition sous le titre: Quand les armes se sont tues. Souvenirs. Rencontres. Entretiens, Paris, Publications F.B., 1992
- Les Mémoires de Porthos (1920-1943), t. 1 Paris, Éditions du Clan, 1967.
- Les Mémoires de Porthos. Le roman noir de la droite française (1944-1946), t. 2, Paris, Robert Desroches éditeur, 1969.
- L'envers du décor du 18 juin 1940, Paris, Robert Desroches éditeur, 1969.
- Brigitte et Gilles Delluc : Jean Filliol, du Périgord à la Cagoule, de la Milice à Oradour, Périgueux, Pilote 24 édition, 2005.